# エレン・ブラガ
エレン・ブラガは（Ellen Braga、女性、1991年6月12日 - ）は、ブラジルのバレーボール選手。ポジションはアウトサイドヒッター。ブラジル代表。

## 来歴
- クラブチーム

レシフェ出身。2009/10シーズンにOsasco Voleibol Clubeへ入団。2011/12シーズンにRio do Sulへ移籍し、スパーリーガでデビューした。2012/13シーズンからはEC Pinheirosで3年間プレーした。2016/17シーズンよりDentil/Praia Clubeでプレーし、2017/18、2018/19シーズンはブラジル・スーパーリーガで2連覇を果たした。2020/21シーズンはトルコリーグのÇan Gençlik Kale Spor Kulübüでプレーした。2021/22シーズンはイタリアセリエAのカザルマッジョーレに加入した。
- 代表チーム

2013年、ブラジル代表に初選出された。同年のモントルーバレーマスターズで代表デビューを果たした。同年10月のU-23世界選手権に出場した。2015年のワールドグランプリで銅メダルを獲得した。

## 所属クラブ
- Osasco Voleibol Clube（2009-2011年）
- Rio do Sul（2011-2012年）
- EC Pinheiros（2012-2015年）
- Sesi-SP（2015-2016年）
- Dentil/Praia Clube（2016-2019年）
- Osasco Voleibol Clube（2019-2020年）
- Çan Gençlik Kale Spor Kulübü（2020-2021年）
- カザルマッジョーレ（2021-）